# Saison 2 de Drag Race Belgique
La deuxième saison de Drag Race Belgique sera diffusée pour la première fois le 1er février 2024 sur Auvio et Tipik en Belgique et sur WOW Presents Plus à l'international.
En mai 2023, l'émission est renouvelée pour une deuxième saison. Les juges principaux sont Rita Baga, Lio et Mustii. Le casting est composé de neuf candidates et est annoncé le 16 janvier 2024 sur les réseaux sociaux.
La gagnante de la saison reçoit un an d'approvisionnement de maquillage chez NYX Cosmetics et 20 000 euros.
La gagnante de la saison est Alvilda, avec La Veuve comme seconde.

## Candidates
Les candidates de la deuxième saison de Drag Race Belgique sont :
(Les noms et âges donnés sont ceux annoncés au moment de la compétition.)
| Candidate     | Âge | Résidence                               | Classement        |
| ------------- | --- | --------------------------------------- | ----------------- |
| Alvilda       | 29  | Bruxelles, Région de Bruxelles-Capitale | Gagnante          |
| La Veuve      | 37  | Bruxelles, Région de Bruxelles-Capitale | Seconde           |
| Gabanna       | 27  | Bruxelles, Région de Bruxelles-Capitale | 3e place 4e place |
| Loulou Velvet | 31  | Bruxelles, Région de Bruxelles-Capitale | 3e place 4e place |
| Chloe Clarke  | 29  | Gand, Province de Flandre-Orientale     | 5e place          |
| Star          | 43  | Anvers, Province d'Anvers               | 6e place          |
| Morphæ        | 23  | Bruxelles, Région de Bruxelles-Capitale | 7e place          |
| Madame Yoko   | 33  | Luxembourg, Canton de Luxembourg        | 8e place          |
| Sarah Logan   | 35  | Liège, Province de Liège                | 9e place          |

## Progression des candidates
|            |               | Épisode | Épisode | Épisode | Épisode | Épisode | Épisode | Épisode | Épisode        | Épisode        |
| 1          | 2             | 3       | 4       | 5       | 6       | 7       | 8       | 8       |                |                |
| ---------- | ------------- | ------- | ------- | ------- | ------- | ------- | ------- | ------- | -------------- | -------------- |
| Candidates | Alvilda       | HIGH    | HIGH    | WIN     | WIN     | HIGH    | HIGH    | BTM2    | WIN            | GAGNANTE       |
| Candidates | La Veuve      | WIN     | LOW     | BTM2    | SAFE    | SAFE    | WIN     | WIN     | SAFE           | SECONDE        |
| Candidates | Gabanna       | BTM2    | SAFE    | SAFE    | HIGH    | BTM2    | SAFE    | SAFE    | SAFE           | ÉLIMINÉE       |
| Candidates | Loulou Velvet | SAFE    | WIN     | SAFE    | BTM1    | SAFE    | BTM2    | BTM2    | SAFE           | ÉLIMINÉE       |
| Candidates | Chloe Clarke  | BTM2    | BTM2    | HIGH    | LOW     | WIN     | ELIM    |         | INVITÉE        | INVITÉE        |
| Candidates | Star          | SAFE    | SAFE    | LOW     | SAFE    | ELIM    |         |         | MISS SYMPATHIE | MISS SYMPATHIE |
| Candidates | Morphæ        | LOW     | SAFE    | SAFE    | QUIT    |         |         |         | INVITÉE        | INVITÉE        |
| Candidates | Madame Yoko   | SAFE    | HIGH    | ELIM    |         |         |         |         | INVITÉE        | INVITÉE        |
| Candidates | Sarah Logan   | SAFE    | ELIM    |         |         |         |         |         | INVITÉE        | INVITÉE        |

 La candidate a gagné Drag Race Belgique.
 La candidate a fini seconde.
 La candidate a été éliminée lors de la finale.
 La candidate a été élue Miss Sympathie.
 La candidate a gagné le défi.
 La candidate a reçu des critiques positives et a été déclarée sauve.
 La candidate a été déclarée sauve.
 La candidate a reçu des critiques négatives et a été déclarée sauve.
 La candidate a été en danger d'élimination.
 La candidate a été éliminée.
 La candidate a abandonné la compétition.

## Lip-syncs
| Épisode | Candidate     | vs.           | Candidate     | Chanson             | Artiste                     | Candidate éliminée |
| ------- | ------------- | ------------- | ------------- | ------------------- | --------------------------- | ------------------ |
| 1       | Chloe Clarke  | vs.           | Gabanna       | Rain On Me          | Lady Gaga ft. Ariana Grande | Aucune             |
| 2       | Chloe Clarke  | vs.           | Sarah Logan   | Mad About You       | Hooverphonic                | Sarah Logan        |
| 3       | Madame Yoko   | vs.           | La Veuve      | Bruxelles je t'aime | Angèle                      | Madame Yoko        |
| 4       | Loulou Velvet | Loulou Velvet | Loulou Velvet | Toy                 | Netta                       | Aucune             |
| 5       | Gabanna       | vs.           | Star          | My Head & My Heart  | Ava Max                     | Star               |
| 6       | Chloe Clarke  | vs.           | Loulou Velvet | Trustfall           | Pink                        | Chloe Clarke       |
| 7       | Alvilda       | vs.           | Loulou Velvet | Mr/Mme              | Loïc Nottet                 | Aucune             |
| Épisode | Candidate     | vs.           | Candidate     | Chanson             | Artiste                     | Gagnante           |
| 8       | Alvilda       | vs.           | Gabanna       | Physical            | Dua Lipa                    | Alvilda            |
| 8       | La Veuve      | vs.           | Loulou Velvet | Warrior             | Oscar and the Wolf          | La Veuve           |
| 8       | Alvilda       | vs.           | La Veuve      | Too Young           | Hyphen Hyphen               | Alvilda            |

 La candidate a été éliminée après sa première fois en danger d'élimination.
 La candidate a été éliminée après sa troisième fois en danger d'élimination.
 La candidate a remporté le premier round du tournoi de lip-syncs et s'est qualifiée pour le lip-sync final.
 La candidate a remporté le lip-sync final et la saison.

## Juges invités
Cités par ordre d'apparition :
- Paloma, gagnante de la première saison de Drag Race France[5] ;
- Tatiana Silva, présentatrice et reine de beauté belge[5] ;
- Elvis Pompilio, modiste belge ;
- Marie Guérin, journaliste de mode belge ;
- Gaelle Garcia Diaz, créatrice de contenu belge ;
- Gustaph, auteur-compositeur-interprète belge ;
- Cécile Djunga, comédienne et animatrice belgo-congolaise ;
- Charles, artiste belge ;
- Coralie Barbier, styliste belge ;
- Loïc Nottet, chanteur et compositeur belge ;
- Nick Coutsier, chorégraphe belge ;
- Santa, musicienne française.

### Invités spéciaux
Certains invités apparaissent lors des épisodes, mais ne font pas partie du panel de jurés.
Épisode 1
- Les candidates de la première saison de Drag Race Belgique.

Épisode 3
- LaDiva Live, drag queen et chanteuse belge.

Épisode 8
- Jimbo, candidate de la première saison de Canada's Drag Race, de la première saison de RuPaul's Drag Race: UK vs The World et gagnante de la huitième saison de RuPaul's Drag Race All Stars.
- Drag Couenne, gagnante de la première saison de Drag Race Belgique.

## Épisodes
| CANDIDATE | Alvilda              | Chloe Clarke | Gabanna | La Veuve | Loulou Velvet | Madame Yoko | Morphæ | Sarah Logan        | Star      |
| TALENT    | Lip-sync Pyrotechnie | Danse        | Chant   | Sketch   | Burlesque     | Chant       | Piano  | Lip-sync Burlesque | Burlesque |

| CANDIDATE | Alvilda | Chloe Clarke | Gabanna | La Veuve | Loulou Velvet | Madame Yoko | Morphæ | Sarah Logan | Star |
| COULEUR   | ORANGE  | ROUGE        | JAUNE   | VIOLET   | BLANC         | BLEU        | NOIR   | VERT        | ROSE |

| GROUPE    | IDEN-TITTIES | IDEN-TITTIES | IDEN-TITTIES | IDEN-TITTIES | SLYC         | SLYC          | SLYC        | SLYC |
| --------- | ------------ | ------------ | ------------ | ------------ | ------------ | ------------- | ----------- | ---- |
| CANDIDATE | Alvilda      | Gabanna      | La Veuve     | Morphæ       | Chloe Clarke | Loulou Velvet | Madame Yoko | Star |

| CANDIDATE                    | Alvilda     | Chloe Clarke | Gabanna      | La Veuve     | Loulou Velvet  | Star                    |
| MARIONNETTE                  | Gabanna     | Star         | La Veuve     | Chloe Clarke | Alvilda        | Loulou Velvet           |
| PERSONNAGE                   | Anne Dorval | Golluma      | Frida Kahlo  | Jeanne d'Arc | Yolande Moreau | Le Petit Chaperon rouge |
| QUI DEVRAIT PARTIR CE SOIR ? | Star        | Star         | Chloe Clarke | Star         | Star           | Chloe Clarke            |

| CANDIDATE                              | ALVILDA       | GABANNA       | LA VEUVE         | LOULOU VELVET    |
| -------------------------------------- | ------------- | ------------- | ---------------- | ---------------- |
| NOMBRE DE VICTOIRES                    | 2             | 0             | 3                | 1                |
| ÉPISODE(S)                             | Épisodes 3, 4 | —             | Épisodes 1, 6, 7 | Épisode 2        |
| NOMBRE DE FOIS EN DANGER D'ÉLIMINATION | 1             | 2             | 1                | 3                |
| ÉPISODE(S)                             | Épisode 7     | Épisodes 1, 5 | Épisode 3        | Épisodes 4, 6, 7 |